# Затворник (фильм)
«Затворник» — российский психологический триллер с элементами мелодрамы, поставленный режиссёром Егором Михалковым-Кончаловским в 1999 году, его дебют.

## Сюжет
Все произведения известного писателя Константина Сергеевича Стрелецкого окутаны мистической таинственностью. Его остросюжетные детективы-бестселлеры очень популярны в течение многих лет: они не сходят с прилавков книжных магазинов и их охотно переводят на иностранные языки. Однако сам писатель ещё таинственнее, чем персонажи его произведений. Он одинок и недоступен и о его личной жизни неизвестно практически ничего. Он ведёт жизнь затворника в своём загородном особняке, скрываясь от посторонних глаз. Даже Стив, литературный агент Стрелецкого, не всегда может войти к нему в дом. При таинственных обстоятельствах погибает личный шофёр писателя — Мартин. Константин принимает решение не нанимать нового водителя. Теперь он никого не впускает и в свой автомобиль.
Казалось, всё предусмотрел именитый писатель, ограждая себя от окружающего мира. Но Стрелецкий не учёл самого основного, что должен знать мастер детективных романов. Чем загадочнее и запутаннее сюжет романа, тем хочется побыстрее дочитать его до конца. Ведь только молодые девушки с предприимчивым складом ума и безмерным любопытством охотно читают романы с лихо закрученным сюжетом.
Для Анны Скороходовой, студентки филфака, Стрелецкий фигура — крайне притягательная. Она не только пишет курсовую работу по его произведениям, но и всячески старается проникнуть в тайну его жизни. Очаровательная студентка всё же находит возможность познакомиться со своим кумиром на пресс-конференции, которую раз в год даёт именитый писатель. С этого знакомства начинается настоящее расследование, которое ведёт девушка, не чуждая, как вскоре выясняется, и журналистской деятельности. 

## В ролях
- Александр Балуев — Стрелецкий
- Амалия Мордвинова — Анна Скороходова, студентка филфака гуманитарного вуза
- Борис Каморзин — Мартин, личный шофёр писателя Константина Стрелецкого
- Алла Казанская — Валентина Дмитриевна, директор школы, учительница
- Дмитрий Марьянов — Толя
- Иван Бортник — Александр Иванович Кожин, доктор районной больницы города Лузы
- Максим Стишов — Стив, агент писателя Константина Стрелецкого
- Ольга Анохина — служащая ЗАГСа
- Елена Борзунова — библиотекарь
- Леонид Темцуник — служитель кладбища
- Вера Ивлева — женщина с ведром (последняя роль в кино)
- Любовь Толкалина — Ирина, подруга Анны Скороходовой
- Владимир Старостин — доктор в больнице

## В эпизодах
- Алексей Агранович — лаборант
- Наталья Позднякова — регистратор в больнице
- Григорий Данцигер —  имя персонажа не указано
- Вера Юмашева — имя персонажа не указано
- Мария Куликова — журналистка
- Маргарита Борисова — Маргарита Борисова, журналист «Независимой газеты»
- Игорь Письменный — журналист
- Валерий Иваков — журналист
- Марина Донец — имя персонажа не указано
- Наталья Панова — журналистка
- Павел Ващилин — журналист
- Павел Сметанкин — Павел Сметанкин, журналист журнала «Итоги»
- Борис Эстрин — Борис Эстрин, журналист «Новой газеты»
- Дмитрий Милер — имя персонажа не указано
- Валерия Галкина — имя персонажа не указано
- Валерий Федотов — имя персонажа не указано
- Константин Спасский — имя персонажа не указано
- Василий Югов — имя персонажа не указано

## Съёмочная группа
- Автор сценария: Максим Стишов
- Режиссёр-постановщик: Егор Кончаловский (в титрах Егор Михалков-Кончаловский)
- Оператор-постановщик: Михаил Агранович
- Художник-постановщик: Виктор Юшин
- Композитор: Максим Фадеев
- Звукорежиссёр: Роланд Казарян
- Художник по костюмам: Ирина Гинно
- Художник-гримёр: Светлана Лобанова
- Режиссёр монтажа: Ольга Гриншпун
- Редактор: Ирина Яшина
- Директор картины: Борис Галкин
- Исполнительный продюсер: Виталий Кошман
- Сопродюсер: Сергей Грибков
- Продюсер: Михаил Зильберман
- Генеральный продюсер: Игорь Толстунов
- Режиссёр: Виктор Балашов
- Оператор: Борис Прозоров
- Звукорежиссёр перезаписи: Евгений Базанов
- Подбор актёров: Андрей Порошин
- Художник-декоратор: Евгений Качанов
- Художник-фотограф: Лариса Панкратова
- Ассистенты:
  - режиссёра — Андрей Шибалов, Лариса Фурманова
  - оператора — Юрий Сарандук
  - художника по костюмам — Елена Щербак, Рафаэль Мурзабеков
  - режиссёра монтажа — Татьяна Маркелова
  - звукорежиссёра — Михаил Милантьев, Аркадий Молотков
- Гримёр: Юлия Кауль
- Костюмер: Людмила Челышева
- Помощник режиссёра: Наталья Конищева
- Административная группа: Екатерина Москвина, Эльмира Батицкая, Максим Золотов
- Запись музыки и сведение: Студия «Кристальная музыка»
- Звукорежиссёры: Артём Фадеев, Михаил Кувшинов
- Постановщики трюков: Александр Балабушевич, Юрий Сысоев
- Каскадёр: Сергей Носуленко

## Восприятие
Вита Рамм отмечала, что «тогда на "Кинотавре" профессор-славист из Питсбурга Владимир Падунов (Vladimir Padunov) объяснял: в молодой российской киноиндустрии впервые заявлено о том, что появилась новая - гламурная - Россия».